# 约翰·斯莱塞
空軍元帥约翰·科特茲沃斯·斯莱塞爵士爵士 GCB，DSO，MC（Sir John Cotesworth Slessor，1897年6月3日—1979年7月12日），為英国空军将领。

## 經歷
- 1915—1918年为陸軍飛行隊飞行员，此后一直任职于空军各部门。
- 1937—1939年负责空军的计划工作。
- 1941年2—3月曾参加英国军事使团赴美谈判，达成ABC计划。
- 1942—1943年任空军海防总队司令。
- 1944—1945年任中东战区空军指挥官，领空军上将衔。战后曾任帝国国防学院院长、空军参谋长等职。